# Kia UVO
Kia UVO è un sistema di infotainment sviluppato dalla Kia Motors in collaborazione con la Microsoft. Il nome UVO deriva dall'abbreviazione delle parole inglesi Your Voice (tradotto in italiano La tua voce) ed è un sistema che mette in simbiosi i comandi dell'autoradio e del navigatore satellitare presenti nell'autovettura con quelli del telefonino del guidatore.

## Caratteristiche
UVO viene presentato all'International Consumer Electronics Show di Las Vegas 2010 ed è stato sviluppato sulla piattaforma Windows Embedded Auto con sistema operativo Windows CE e possiede uno schermo touch screen a colori da 4,3 pollici nella versione standard mentre nelle versioni dotate di navigatore satellitare lo schermo è di 6,5 pollici ovviamente a colori. Grazie al riconoscimento vocale è possibile gestire automaticamente i file multimediali dell'autoradio e attraverso la funzione MyMusic ed è possibile selezionare, archiviare e modificare brani in formato MP3 inoltre è possibile selezionare i CD da caricare, cambiare stazione o regolare le diverse funzioni della radio il tutto utilizzando i comandi vocali.
UVO dispone di serie di fotocamera e videocamera infatti automaticamente durante le retromarce si attiva la telecamere posteriore che proietta le immagini sullo specchio retrovisore interno (o sullo schermo del navigatore se presente) ed è possibile scattare foto e salvarle nel sistema multimediale integrato. La memoria disponibile per l'archiviazione di massa è di 1 Gigabyte ma grazie alla presa USB è possibile selezionare i file esterni. UVO supporta anche connessione Aux per iPod e grazie al sistema Bluetooth si possono leggere sul quadro strumenti gli SMS e gli MMS presenti sul proprio telefonino oltre alla possibilità di gestire chiamate e videochiamate. Se non si vogliono utilizzare i comandi vocali o la funzione touch screen sono presenti anche i comandi sdoppiati sulle razze del volante. In ogni condizione il guidatore non è costretto a distogliere lo sguardo dalla strada.
UVO è in grado di aggiornarsi autonomamente: nella versione abbinata al navigatore satellitare l'aggiornamento avviene in modo automatico mentre per le versioni prive di navigatore satellitare è necessario collegare UVO ad un computer portatile oppure ad una chiavetta internet in modo da poter scaricare ed installare i dovuti aggiornamenti.

## Applicazioni
UVO viene introdotto per la prima volta sulla seconda serie di Kia Sorento prodotta per il mercato americano in Georgia. La casa però ha già annunciato che il sistema sarà disponibile a partire dal 2011 anche per i modelli Kia Soul, Forte, Forte Koup, Sportage e la nuova generazione di Optima destinate al mercato americano. Sempre dal 2011 il sistema UVO sarà disponibile anche per il mercato coreano e quello europeo. Inoltre UVO è presente anche sulla concept car Kia Ray.
- Kia Sorento (dal 2010)
- Kia Soul (dal 2011)
- Kia Forte (dal 2011)
- Kia Forte Koup (dal 2011)
- Kia Sportage (dal 2011)
- Kia Optima (dal 2011)

## Compatibilità con cellulari
UVO è disponibile con tutti i modelli di telefoni cellulari e palmari in grado di supportare la tecnologia Bluetooth e permette la copia o l'archiviazione di messaggi o dati anche sulla memoria del sistema. La funzione vivavoce viene sempre garantita grazie all'utilizzo degli altoparlanti del sistema audio presenti nell'autovettura.